# Ley Orgánica de Armonización del Proceso Autonómico
La Ley Orgánica de Armonización del Proceso Autonómico (LOAPA) fue un proyecto de ley orgánica que fue redactado como consecuencia de los Pactos Autonómicos que fue objeto de varios recursos previos de inconstitucionalidad, referentes principalmente al carácter orgánico y armonizador del proyecto. El Tribunal Constitucional declaró en la STC 76/1983 que el proyecto no podía tener la forma normativa de ley orgánica, junto con la declaración de inconstitucionalidad de gran parte de su articulado; por lo que, tras las modificaciones correspondientes, entraría en vigor bajo el nombre de Ley 12/1983, de 14 de octubre, del Proceso Autonómico.

## Historia
Aunque está extendida la versión de que la idea surgió tras el Golpe de Estado del 23 de febrero merced a un informe del Catedrático de Derecho Administrativo Eduardo García de Enterría, la iniciativa ya fue esbozada en el discurso de investidura de Leopoldo Calvo-Sotelo el 18 de febrero de 1981 (por lo tanto antes de la intentona golpista). Así lo expone el propio Calvo-Sotelo en su libro "Memoria viva de la Transición" (1990) en el que afirma que "una vez más vuelvo al discurso de investidura, donde quedó dicho mi propósito sobre esta grave cuestión, y vuelvo también a recordar que aquel discurso fue pronunciado el 18 de febrero de 1981 y es, en consecuencia, anterior al 23-F. No está de más este recuerdo, porque se sigue diciendo con ligereza que la política autonómica de mi Gobierno fue una cesión a los golpistas o, al menos, un corolario del golpe militar. Y eso no es exacto".
Al respecto, recoge unas palabras del líder socialista Felipe González en el Congreso de los Diputados el 22 de julio de 1982 en las que afirmaba que "se ha dicho que la causa inmediata de la puesta en marcha de una dinámica de Pactos Autonómicos y su derivación normativa, como es el caso de la LOAPA, está en el 23-F. No se puede decir eso al Grupo Parlamentario y al Partido que representa, y no creo que sea legítimo decírselo a nadie".
Entre otras disposiciones, preveía que la transferencia de competencias se realizaría progresivamente según la capacidad de cada comunidad autónoma hasta llegar a equiparar a unas y otras.
El Gobierno Vasco, la Generalidad de Cataluña, CiU y Partido Nacionalista Vasco contestaron con la presentación de un recurso previo de inconstitucionalidad por considerar que los Estatutos, normas integrantes del bloque de constitucionalidad, no podían estar limitados por una ley estatal. El 13 de agosto de 1983 el Tribunal Constitucional negó el carácter orgánico y armonizador de la ley, declarando inconstitucionales 14 de los 38 artículos del proyecto de ley. Con la parte que se salvó se aprobó la Ley 12/1983, de 14 de octubre, del Proceso Autonómico, desprovista de carácter armonizador ni orgánico.